# Bund Sozialistischer Freiheitskämpfer

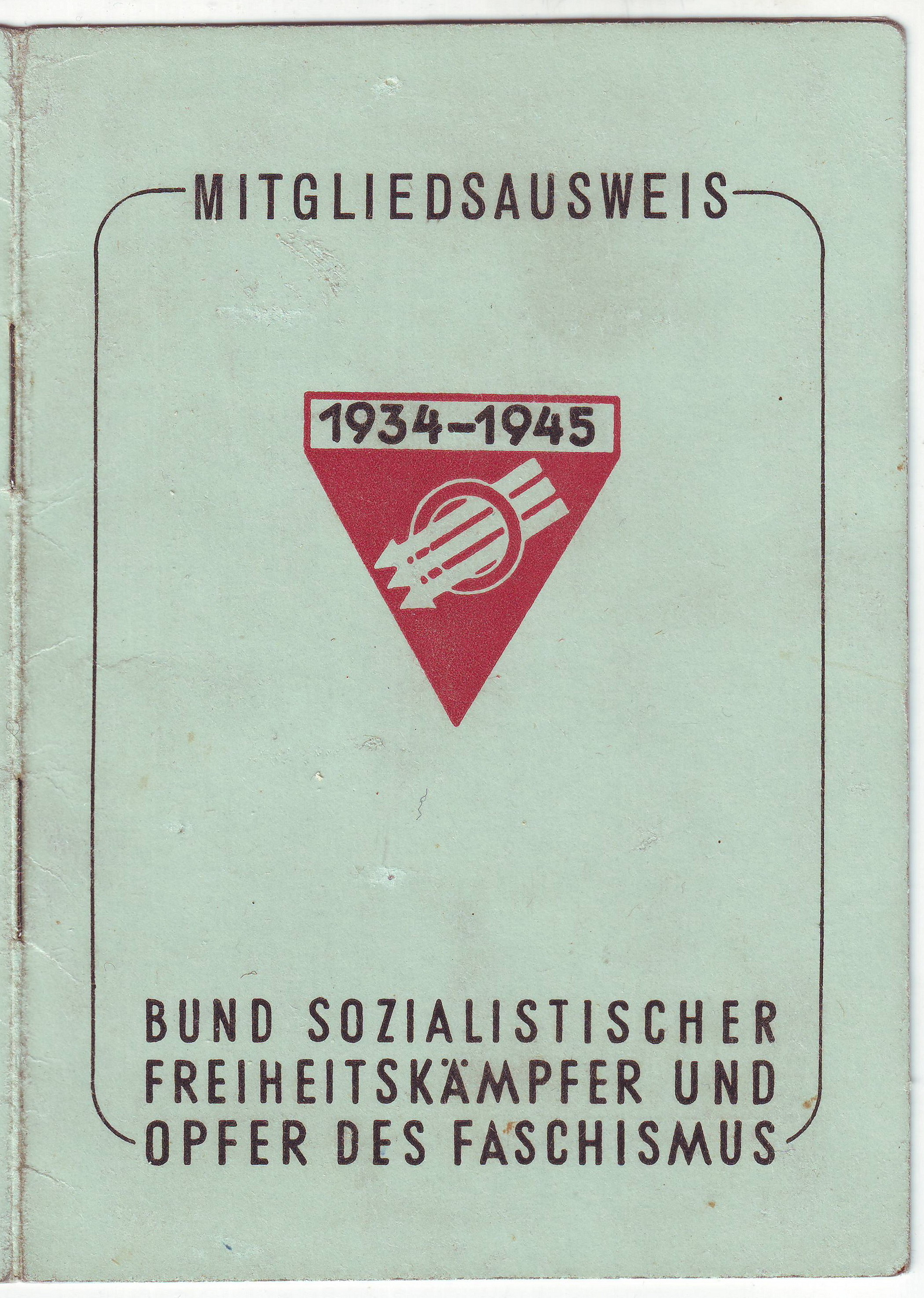
Mitgliedsausweis des Bundes Sozialistischer Freiheitskämpfer und Opfer des Faschismus

Der Bund Sozialistischer Freiheitskämpfer und Opfer des Faschismus wurde am 12. März 1949 in Wien durch Zusammenschluss des bereits 1946 konstituierten Bundes Sozialistischer Freiheitskämpfer und des Opferfürsorgereferates der SPÖ gegründet. Mit Statutenänderung vom 27. November 2010, gültig ab 1. Jänner 2011, wurde der Vereinsname auf Bund Sozialdemokratischer FreiheitskämpferInnen, Opfer des Faschismus und aktiver AntifaschistInnen geändert. Eingetragen ist der Verein im Zentralen Vereinsregister unter der ZVR-Nummer 413127944.

## Gründung
Nach dem Ende der NS-Gewaltherrschaft in Österreich organisierten sich die aus Gefängnissen, Konzentrationslagern und der Emigration zurückgekehrten Österreicher in der „Volkssolidarität“, an der Vertreter von SPÖ, ÖVP und KPÖ mitwirkten. Am 13. Juli 1946 erfolgte die Gründung des einheitlichen und überparteilichen Österreichischen Bundesverbandes ehemals politisch verfolgter Antifaschisten, zu dessen Präsident der Katholik Franz Sobek und zu dessen Generalsekretär der Sozialist Karl Mark gewählt wurden. An dieser bundesweiten Organisation waren auch der KZ-Verband, der Häftlingsverband und der Verband der Abstammungsverfolgten beteiligt. In den unmittelbaren Nachkriegsjahren beruhte die politische Arbeit der drei dominierenden Parteien stark auf politisch Verfolgten des NS-Regimes, so waren von 165 Nationalratsabgeordneten der 1. Gesetzgebungsperiode (1945 bis 1949) 129 in nationalsozialistischen Gefängnissen und Konzentrationslagern inhaftiert gewesen.
Ursprünglich sollte der „Geist der Lagerstraße“ – die Gemeinsamkeit der politisch Verfolgten gegenüber den NS-Tätern trotz weltanschaulicher Differenzen – auch nach der Befreiung aufrechterhalten werden. Jedoch führten die innerösterreichische Tagespolitik, die kommunistischen Machtübernahme in der Tschechoslowakei und der Ausbruch des Kalten Krieges auf allen Ebenen, so auch im gemeinsamen Verband, zu heftigen Auseinandersetzungen. Die Kommunisten, auf Grund ihres starken Anteils im Widerstand dort führend, erhoben politische Ansprüche, die vor allem von den Sozialisten nicht akzeptiert werden konnten. Auch innerhalb der SPÖ gab es Auseinandersetzungen. Der Bund der politisch Verfolgten wurde bereits im März beziehungsweise im April 1948 wieder aufgelöst und die Parteien setzten auf ihre eigenen Opferverbände.
Die formelle Gründungsversammlung des Bundes Sozialistischer Freiheitskämpfer und Opfer des Faschismus fand am 12. März 1949 im Döblinger Arbeiterheim statt. Es nahmen hundert Delegierte aus allen Wiener Bezirken und aus den Bundesländern teil, darunter auch zahlreiche Mandatsträger der SPÖ. Es sprachen Karl Seitz, Ehrenvorsitzender der SPÖ, der Wiener Bürgermeister Theodor Körner, die Frauenvorsitzende Gabriele Proft und der Parteivorsitzende Adolf Schärf. Zur Vorsitzenden der neuen Institution wurde Rosa Jochmann gewählt, die bereits im Widerstand gegen das Dollfuß-Regime aktiv war und nach knapp sechs Jahren Gestapo-Haft und Internierung im KZ Ravensbrück zurückgekehrt war. Sie war von 1945 bis 1967 Nationalratsabgeordnete der SPÖ und sollte den Vorsitz der Sozialistischen Freiheitskämpfer 42 Jahre lang innehaben.

## Niemals vergessen
Unter dieser Devise vereinigten sich ehemalige Februarkämpfer, die vom Ständestaat verfolgten Revolutionären Sozialisten Österreichs, Frauen und Männer des antifaschistischen Widerstandes und Überlebende NS-Verbrecherregimes aus Gefängnissen und KZW in der neuen Institution. Diese vertrat einerseits die Interessen der Opfer der faschistischen Regime und führte andererseits einen lebhaften Kampf gegen Rechtsextremismus und Antisemitismus. Zu bedeutenden Aktivisten der Sozialistischen Freiheitskämpfer während der Aufbauphase zählten Josef Hindels, Jochmanns Stellvertreter, der schon 1937 flüchten musste, der Gestapo-Häftling und 999er Alfred Ströer, der Februarkämpfer Fritz Inkret, sowie die Auschwitz-Überlebenden Erna Musik und Franz Danimann.
Von Anfang an bemühten sich die Freiheitskämpfer für eine zeitgemäße Form der Aufklärungs- und Gedenkkultur und um ein Bündnis mit der Jugend, wissend, dass die Weiterführung der antifaschistischen Aktivitäten nur durch die Motivation der nachfolgenden Generationen möglich ist.

## Aktivitäten
Der Bund veranstaltet Gedenkfahrten zu den Stätten des Widerstandes und der Verbrechen des NS-Regimes, stellt Ausstellungen und Filme zur Verfügung, veranstaltet Seminare und Diskussionen und gibt zahlreiche Publikationen heraus. Die Zeitschrift des Bundes trägt den Titel „Der sozialdemokratische Kämpfer“. Das „Drei-Pfeil-Abzeichen“ kann im Bundessekretariat zum Preis von zwei Euro bestellt werden.

### Interessensvertretung
In den Gremien, in denen die Interessen der Opfer vertreten wurden, z. B. in der Opferfürsorgekommission, erfolgte über viele Jahre eine konstruktive Zusammenarbeit der drei Opfer-Verbände. Später bildete sich die Arbeitsgemeinschaft der drei Opferverbände, die vor allem gegenüber den Behörden und in der Öffentlichkeit gemeinsam auftritt. Ein Erfolg der letzteren Zeit ist die Berücksichtigung der österreichischen Zwangsarbeiter im Versöhnungsfonds-Gesetz. Weiters beteiligt sich der BSF regelmäßig an Veranstaltungen der Plattform Jetzt Zeichen setzen!, die sich für die Würdigung aller NS-Opfer einsetzt.

### Wissenschaftliche Aufarbeitung
Ein substantieller Erfolg der Arbeitsgemeinschaft war die Gründung des Dokumentationsarchivs des Österreichischen Widerstandes (DÖW), welches sich im Verlauf der Jahrzehnte zu einem anerkannten Forschungsinstitut entwickelte und auch heute wichtige Aufklärungsarbeit über den Widerstand und über aktuelle Gefahren von Rechts leistet.

### Otto-Bauer-Plakette
Seit 1969 vergibt der BSW die Otto-Bauer-Plakette. Sie wurde und wird vorrangig an Widerstandskämpfer, Überlebende des Holocaust und Zeitzeugen verliehen, aber auch an später Geborene, die sich Verdienste im Kampf gegen Rechtsradikalismus und Faschismuserworben haben. Die Plakette ist Mitgliedern der Sozialdemokratischen Partei Österreichs (SPÖ) vorbehalten, seit 2001 werden auch Nicht-Österreicher ausgezeichnet. Die feierliche Überreichung erfolgt fallweise im KZ Mauthausen.

### Rosa-Jochmann-Plakette
Seit 2015 vergibt der BSW die Rosa-Jochmann-Plakette. Sie wird gemäß dem Verein für Geschichte der ArbeiterInnenbewegung an „verdiente AntifaschistInnen innerhalb und außerhalb der Sozialdemokratie verliehen“. Die Auszeichnung wurde 2014 gestiftet.

## Vorsitzende
- 1948–1990 Rosa Jochmann
- 1990–1992 Leopold Mistinger
- 1992–1995 Hugo Pepper
- 1995–2007 Alfred Ströer
- 2007–2013 Ernst Nedwed
- 2013–2018 Johannes Schwantner[4][5]
- seit Oktober 2018 Gerald Netzl (geschäftsführender Vorsitzender)[6][7]
- seit 7. Mai 2022: Gerald Netzl[7][8]